# Туменов, Биберт Хызырович
Биберт Хызырович Туменов (род. 15 апреля 1997; Россия, Бабугент, Кабардино-Балкария), балкарец по национальности — профессиональный российский боец смешанных единоборств, мастер спорта России международного класса по боксу. Участник всероссийских и международных соревнований.

## Биография
Родился 15 апреля 1997 года в Бабугенте Кабардино-Балкарии.
В 2014 году стал победителем первенства мира по боксу (г. София, Болгария, 10 по 25 апреля 2014 г.). На первенстве мира Биберт получил лицензию на участие в юношеских Олимпийских игр в 2014 году в г. Нанкин (Китай), где занял 4 место проиграв поединок за 3 место представителю Турции — Adem Furkan Avcı.
24 февраля 2015 года приказом № 19-нг Министерством спорта Российской Федерации Биберту Туменову присвоено спортивное звание «Мастер спорта России международного класса».
После этого, стал строить профессиональную карьеру в смешанных единоборствах. Туменов дебютировал в профессиональном ММА в 2017 году. Первый бой провёл в лиге Plazza FC в Новороссийске 28 января 2017 года против Шамиля Магомедова, где Туменов одержав победу техническим нокаутом в первом раунде. Следующий бой провёл там же и опять оформил нокаут в первом раунде, соперником был Артур Мамуев.
С 2018 года Туменов начал выступать в отборочной лиге промоушена Berkyt Young Eagles. Успешные выступления там и привели бойца в ACA. Там Биберт продолжил успешную спортивную карьеру, проводя поединки. На момент 2023 года продолжает выступать там же. Нередко его бои останавливали судьи, чтобы сохранить здоровье оппонента. Например, так закончились бои с Алексеем Полпудниковым и Кайлом Рейесом.

## Спортивная карьера
Путь в спорте он начинал с карате и рукопашного боя, но придя в зал бокса увлекся им и быстро начал показывать результаты.
За годы тренировок становился неоднократным победителем всероссийских и региональных соревнований, победителем международных турниров по боксу, чемпионом всероссийского турнира «Кубок Никифорова-Денисова Н. А. и турнира Почетного президента AIBA». Является первым в Кабардино-Балкарской Республике победителем первенства мира по боксу (полулегкий вес). Чемпион новообразованной лиги АСА.
В настоящее время проживает в г. Нальчик и выступает за команду боксерского клуба «Бастион».
Принимал участие в турнирах таких промоушенов как ACA, FNG, ACA Young Eagles.

## Рейтинги

### Полулёгкий вес (АСА)
- 3-е место[14]

## Звания и награды
- Мастер спорта России международного класса
- Победитель юношеского чемпионата мира 2014 года по боксу[англ.] (г. София, Болгария, 10 по 25 апреля 2014 г.)